# أدلبرتو بينياراندا
أدلبرتو بينياراندا (بالإسبانية: Adalberto Peñaranda)‏ هو لاعب كرة قدم فنزويلي في مركز الهجوم، ولد في 31 مايو 1997 في Alberto Adriani Municipality ‏ في فنزويلا. شارك مع منتخب فنزويلا تحت 17 سنة لكرة القدم ومنتخب فنزويلا تحت 20 سنة لكرة القدم ومنتخب فنزويلا لكرة القدم. أما مع النوادي، فقد لعب مع نادي أودينيزي ونادي أونيفرسيداد ناسيونال ونادي غرناطة ونادي مالقا ونادي واتفورد.

## وصلات خارجية
- أدلبرتو بينياراندا على موقع قاعدة بيانات كرة القدم.إي يو (الإنجليزية)
- أدلبرتو بينياراندا على موقع بيانات كرة القدم. دي إي (الألمانية)
- أدلبرتو بينياراندا على موقع ناشيونال فوتبول تيمز (الإنجليزية)
- أدلبرتو بينياراندا على موقع Soccerbase.com (لاعب) (الإنجليزية)
- أدلبرتو بينياراندا على موقع Soccerway.com (الإنجليزية)
- أدلبرتو بينياراندا على موقع عالم كرة القدم.نت (الإنجليزية)